# Krav Magen
Krav Magen är en kampsport av avknoppning av krav maga som grundades av Eli Avikzar. Avikzar började 1964 träna mrav maga med Imi Lichtenfeld och blev en av hans elever. Avikzar blev världens första svartbälte i krav maga och graderades av Lichtenfeld 1971. Världens första mrav maga-förbund, International Krav Maga Association (IKMA), grundades 1978 av Lichtenfeld tillsammans med bland andra Avikzar.
De förändringar som Avikzar gjort inom krav maga ledde fram till en ny metod som var parallell med den ursprungliga krav magan. 1987 drog sig Eli Avikzar därför ur krav maga-förbundet IKMA och grundade, med Lichtenfeld tillåtelse Israeli Krav Magen Association (KAMI).
Krav Magens system för självförsvar fokuserar på enkelhet och effektivitet och systemets tekniker förändras löpande då nya hotbilder framträder.

## Motto
Krav Magens motto är: "Minimum movement against maximum movement becomes minimum defense against maximum offense"

## Kläder och bälte
Träningen har traditionella inslag och träningskläderna utgörs av kimono. Det finns bälten, vars färg betecknar utövarens rang. Dessa färger, ordnade från nybörjare till mästare, är vit, gul, orange, grön, blå, brun och svart.